# АЕС Атуча
АЕС Ату́ча (ісп. Complejo Nuclear Atucha) — атомна електростанція, розташована в місті Ліма провінції Буенос-Айрес в Аргентині. Складається з двох енергоблоків потужністю 357 МВт і 745 МВт відповідно. Обидва реактори важководні.

## Історія
Будівництво першого блоку станції розпочали 1968 року та закінчили 1974 року. При цьому АЕС Атуча стала першою в Латинській Америці атомною електростанцією. У 1981 році компанія Siemens розпочала будівництво другого блоку, але вже в 1984 році його заморозили через брак фінансування. В 1992 роботи продовжені і в 1994 на 80 % готовності знову заморожені до 2006, коли прийнято рішення про добудову блоку. У жовтні 2011 року на сайті Nucleoeléctrica Argentina SA опубліковано повідомлення про завершення будівництва енергоблоку та перехід до його експлуатаційних випробувань.

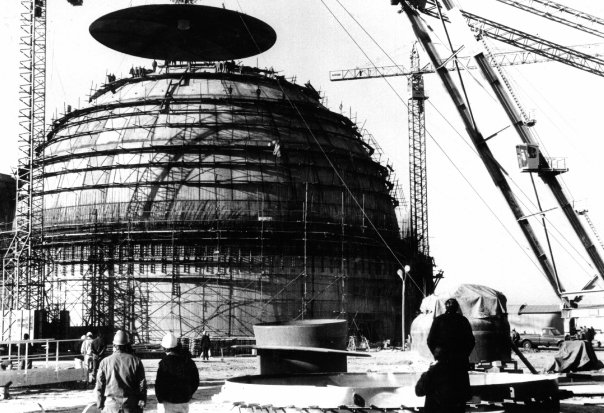
Будівництво Атуча I

Підключення блоку до мережі відбулося 27 червня 2014 року.
Навесні 2011 року оголошено про плани будівництва третього енергоблоку. У лютому 2016 року стало відомо, що новий енергоблок може бути побудований за російським проєктом. У лютому 2022 року було підписано контракт щодо спорудження реактору типу Хуалун 1 китайськими фахівцями.

## Інформація про енергоблоки
| Енергоблок | Тип реакторів | Потужність | Потужність | Початок будівництва | Підключення до мережі | Введення в експлуатацію | Закриття |
| Енергоблок | Тип реакторів | Чистий     | Брутто     | Початок будівництва | Підключення до мережі | Введення в експлуатацію | Закриття |
| ---------- | ------------- | ---------- | ---------- | ------------------- | --------------------- | ----------------------- | -------- |
| Атуча-1    | PNWR          | 335 МВт    | 357 МВт    | 01.06.1968          | 19.03.1974            | 24.06.1974              |          |
| Атуча-2    | PHWR          | 692 МВт    | 745 МВт    | 14.07.1981          | 03.06.2014            | 27.06.2014              |          |